# 貝秉彝
貝秉彝（1370年—1426年），名恒，以字行，浙江上虞人。明朝政治人物。

## 生平
永乐二年（1404年）二甲三十九名进士，授湖广邵阳县知县，因丁忧去職。服闕，改山东东阿县知县。由于他在當地為官深得民心，内召时，地方百姓上书乞留。考满后，仍然回任东阿。后因事连坐，百姓争相代其服役，三次惩罚三次替代，于是恢复其官位。宣德元年（1426年）卒于任。

## 延伸阅读
[在维基数据编辑]
 《明史卷二百八十一》，出自《明史》